# Hoya multiflora
Hoya multiflora is een kleine klimplant uit de maagdenpalmfamilie (Apocynaceae).
De plant is afkomstig van het Indonesische eiland Sulawesi. De plant is groenblijvend en heeft tegenover elkaar staande lange lancetvormige donkergroene bladeren. De bloeiwijze verschijnt in trossen van tien tot twintig bloemen. Deze hebben een witte bloemkroon met groengeelwitte punten die naar achteren nijgen en witte binnenkroon en produceren in de avond welriekende nectar. De plant wordt 50 centimeter groot.